# Joseph Pelloux
Joseph Pelloux, italianizzato in Giuseppe Pelloux (La Roche-sur-Foron, 29 giugno 1799 – 21 dicembre 1866), è stato un politico italiano.

## Biografia
Padre di Luigi (futuro Presidente del Consiglio dei ministri del Regno d'Italia), Leone ed Ernest, fu Deputato del Regno di Sardegna per due legislature, eletto nel collegio di Bonneville.
Fu, inoltre, Sindaco di La Roche-sur-Foron dal 1841 fino al giorno della sua morte.